# 115-я стрелковая бригада
115-я отдельная бригада — воинское соединение РККА СССР, принимавшее участие в Великой Отечественной войне.
В документах и литературе встречается наименование формирования — 115-я курсантская стрелковая бригада.
Полное действительное наименование, на момент расформирования — 115-я отдельная стрелковая Бобруйская бригада

## История
Сформирована в конце 1941 года в посёлке Саракташ Оренбургской области
Принимает участие в боях:
- 28.02.1942 — 15.08.1942  Жиздринское направление
- 27.08.1942 — 27.12.1942  Сталинградская битва
- 17.02.1943 — 15.09.1944.

Боевые действия начала с конца февраля 1942 года в Думиничском районе Калужской области. На 07.03.1942 года ведёт бои к югу от деревни Гульцово Смоленской области. 1 — 2 апреля 1942 года освободила населённые пункты Гремячевка, Скачок, Кишеевка.

## Сталинградская битва
К 15.08.1942 выведена в резерв для отдыха и доукомплектования сначала в район Калуги, а затем  в Астрахань и Махачкалу. За время пути ухудшилось положение в районе Сталинграда, и 25 августа 1942 года бригада в количестве 5 592 военнослужащих была выгружена на станциях Заплавное и Ленинск. Хронология участия бригады в Сталинградской битве:
- 26-28.08.1942 совершает марш в район Рыбное.
- В ночь на 31.08.1942 переправилась через Волгу и сосредоточилась в районе Александровка — Городище.
- 03.09.1942 бригада вышла в район обороны возле села  Орловка.
- 05-09.09.1942 бригада провела короткие наступательные бои с целью улучшения положения, где понесла большие потери.
- 07-09.09.1942 отбивает у противника Городище, неся тяжёлые потери — группу генерала Князева, выдвинутую для прикрытия левого фланга (примерно 160 человек). Полностью погибла 6 стрелковая рота 2 батальона, попавшая в окружение в районе Городище.
- С 11.09.1942 вошла в состав группы полковника К. М. Андрусенко, оборонявшей Орловку. Группа включала в себя: остатки 115-й бригады, остатков 2-й мотострелковой бригады, 724-го стрелкового полка 315-й стрелковой дивизии и сводного полка 196-й стрелковой дивизии.
- 11 — 12.09.1942 ведёт оборонительные бои на занимаемом рубеже.
- С 14.09.1942 по 27.09.1942 в полосе бригады было затишье.
- 28 — 29.09.1942 противник после артподготовки и бомбового авиаудара перешёл в наступление.
- К 01.10.1942 бригада была расчленена: 3-й и сводный 4-й батальоны были отрезаны от основных сил и окружены, к 06.10.1942 окружены остатки 1-го и 2-го батальона. Части бригады, находясь в окружении, продолжали вести тяжёлые бои до 08.10.1942 года, несмотря на неоднократные ультиматумы о сдаче.
- В 6 часов 08.10.1942 на северо-восточную окраину посёлка СТЗ вышли из 3-го батальона — 14 человек, из 4-го батальона — 104 человека, из  1-го и 2-го батальонов не вышел никто.

Из архивных данных:
 Надо полагать, что 2 батальон, сражаясь стойко и храбро до последней минуты, сколько было сил, удерживал свой район. В 18 часов связь была потеряна и восстановить её так и не удалось 
- 20.10.1942 остатки бригады (взвод автоматчиков, взвод НКВД, комендантское отделение, остатки частей вышедших из окружения — всего 329 человек)  были переданы в 124-ю стрелковую бригаду.

## После Сталинградской битвы
27.12.1942 со станции Солодовка отправлена воинским поездом в резерв для восстановления и доукомплектования в город Баланда.
С февраля 1943 года наступает левее 2-й танковой армии в общем направлении на Севск — Середину Буду, вела бои практически весь март 1943 года. В боях прорвала оборону противника, форсировала Сев, обошла город Севск, дошла до реки Десна (более 100 километров), однако была вынуждена отступать обратно, ведя арьергардные бои на широком фронте, потеряла большую часть своего состава. 12.03.1943 заняла позиции по Севу южнее Севска, в апреле бригада была пополнена остатками почти полностью уничтоженной 30-й лыжной бригады. Там бригада находилась до конца августа 1943 года и откуда, вновь 26.08.1943 форсировав Сев, начала своё наступление на запад, при прорыве обороны опять несёт большие потери.
15.09.1943 года, вторым эшелоном форсировала реку Десну неподалёку от Новгород-Северского и втянулась в бои на плацдарме.
15.10.1943 вторым эшелоном форсирует Днепр у Лоева, в ноябре продолжила наступление в ходе Гомельско-Речицкой наступательной операции, затем принимала участие в январе 1944 года в Калинковичско-Мозырской операции.
В ходе Белорусской операции наступает из района Паричи на Бобруйск, 29.06.1944 отличилась при освобождении Бобруйска, вела бои непосредственно в городе, захватывает станцию Киселевичи. Продолжила наступление в общем направлении на Брест, следуя через Барановичи, Слоним. Ведёт тяжёлые бои на рубеже Западного Буга, несёт чувствительные потери. В начале сентября 1944 форсирует Нарев в районе Пултуска.
В конце сентября 1944 года расформирована, личный состав направлен на пополнение других соединений 65-й армии.

## Состав
- управление
- 1-й отдельный стрелковый батальон 115 осбр[1];
- 2-й отдельный стрелковый батальон 115 осбр[1];
- 3-й отдельный стрелковый батальон 115 осбр[1], командир майор Тараканов (на 07.10.1943)[3];
- 4-й отдельный стрелковый батальон 115 осбр[1];
- другие формирования.

## В составе
| Дата            | Фронт (округ)                | Армия              | Корпус                            | Примечания |
| --------------- | ---------------------------- | ------------------ | --------------------------------- | ---------- |
| 01.01.1942 года | Южно-Уральский военный округ | -                  | -                                 | -          |
| 01.02.1942 года | Южно-Уральский военный округ | -                  | -                                 | -          |
| 01.03.1942 года | Западный фронт               | -                  | 5-й гвардейский стрелковый корпус | -          |
| 01.04.1942 года | Западный фронт               | 16-я армия         | 5-й гвардейский стрелковый корпус | -          |
| 01.05.1942 года | Западный фронт               | 16-я армия         | 5-й гвардейский стрелковый корпус | -          |
| 01.06.1942 года | Западный фронт               | 16-я армия         | 5-й гвардейский стрелковый корпус | -          |
| 01.07.1942 года | Западный фронт               | 16-я армия         | 5-й гвардейский стрелковый корпус | -          |
| 01.08.1942 года | Западный фронт               | 16-я армия         | 5-й гвардейский стрелковый корпус | -          |
| 01.09.1942 года | Юго-Восточный фронт          | 62-я армия         | -                                 | -          |
| 01.10.1942 года | Сталинградский фронт         | 62-я армия         | -                                 | -          |
| 01.11.1942 года | Сталинградский фронт         | 62-я армия         | -                                 | -          |
| 01.12.1942 года | Сталинградский фронт         | 62-я армия         | -                                 | -          |
| 01.01.1943 года | Резерв Ставки ВГК            | -                  | -                                 | -          |
| 01.02.1943 года | Приволжский военный округ    | -                  | -                                 | -          |
| 01.03.1943 года | Центральный фронт            | 2-я танковая армия | -                                 | -          |
| 01.04.1943 года | Центральный фронт            | 65-я армия         | -                                 | -          |
| 01.05.1943 года | Центральный фронт            | 65-я армия         | -                                 | -          |
| 01.06.1943 года | Центральный фронт            | 65-я армия         | -                                 | -          |
| 01.07.1943 года | Центральный фронт            | 65-я армия         | 27-й стрелковый корпус            | -          |
| 01.08.1943 года | Центральный фронт            | 65-я армия         | 27-й стрелковый корпус            | -          |
| 01.09.1943 года | Центральный фронт            | 65-я армия         | 27-й стрелковый корпус            | -          |
| 01.10.1943 года | Центральный фронт            | 65-я армия         | 27-й стрелковый корпус            | -          |
| 01.11.1943 года | Белорусский фронт            | 65-я армия         | 27-й стрелковый корпус            | -          |
| 01.12.1943 года | Белорусский фронт            | 65-я армия         | 19-й стрелковый корпус            | -          |
| 01.01.1944 года | Белорусский фронт            | 65-я армия         | 18-й стрелковый корпус            | -          |
| 01.02.1944 года | Белорусский фронт            | 65-я армия         | 19-й стрелковый корпус            | -          |
| 01.03.1944 года | 1-й Белорусский фронт        | 65-я армия         | 105-й стрелковый корпус           | -          |
| 01.04.1944 года | 1-й Белорусский фронт        | 65-я армия         | 18-й стрелковый корпус            | -          |
| 01.05.1944 года | 1-й Белорусский фронт        | 65-я армия         | -                                 | -          |
| 01.06.1944 года | 1-й Белорусский фронт        | 65-я армия         | -                                 | -          |
| 01.07.1944 года | 1-й Белорусский фронт        | 65-я армия         | 105-й стрелковый корпус           | -          |
| 01.08.1944 года | 1-й Белорусский фронт        | 65-я армия         | -                                 | -          |
| 01.09.1944 года | 1-й Белорусский фронт        | 65-я армия         | -                                 | -          |

## Командование
Командиры
- полковник Мищенко с дек 1941 по апр 1942
- Майор Гуревич Семён Наумович 8 май 1942
- полковник К. М. Андрусенко с мая 1942 по ноябрь 1942
- подполковник И.С. Адрианов с Ноя 1942 по фев 1943
- полковник И. И. Санковский (с фев 1943 — август 1943)
- полковник А. Н. Волков,с30.08.1943.по 1944. с 26.09.1944 командир 413 сд.

Начальники штаба
- подполковник А. И. Сиванков (с апреля по  сентябрь 1942)